# Киккули
Киккули — живший в XIV веке до н. э. хурритский автор трактата о коневодстве и дрессировке лошадей, родом из Митанни, вероятно служивщий при дворе хеттского царя Суппилулиумы I.
Трактат «Киккули из страны Митанни», записанный на четырёх глиняных табличках, был найден в руинах Хаттусы в богазкёйском архиве. Сам себя Киккули называл ašuššani, что этимологически связано с санскритским aśvaḥ «конь». Текст, написанный по-хеттски, содержит множество вкраплений из хурритского и митаннийского арийского языков, главным образом из митаннийского арийского — числительные (aika «один», ter(a) «три», panka «пять», setta «семь», nā «девять») и терминологию, связанную с коневодством.
Текст подробно описывал полный цикл обучения лошадей в 214 дней, но дошедший до нас вариант обрывается на 184-м дне обучения. Был ли текст записан Киккули собственноручно или царскими писцами — неизвестно, в любом случае наличие иноязычной лексики говорит о неосведомлённости хеттов во многих аспектах коневодства в период его составления. Несомненна важность текста для Хеттского царства в начале новохеттского периода — периода нескончаемых войн с Митанни, Египтом и др. царствами при активном применении боевых колесниц. Современное значение текста также велико, он позволил дополнить наши сведения о индоевропейском субстрате в Митанни.